# Geschützter Landschaftsbestandteil Leinebachsgraben
Der Geschützte Landschaftsbestandteil Leinebachsgraben mit 2,53 ha Flächengröße liegt nordöstlich von Braunshausen im Stadtgebiet von Hallenberg im Hochsauerlandkreis. Das Gebiet wurde 2004 bei der Aufstellung des Landschaftsplans Hallenberg durch den Kreistag des Hochsauerlandkreises als Geschützter Landschaftsbestandteil (LB) ausgewiesen.

## Gebietsbeschreibung
Der Landschaftsplan führt zum LB aus: „Der naturnahe Bach und seine drei Nebenbäche fließen in wenig eingetieften Kerbtälern. Im südwestlichen Quellbereich des Baches befindet sich eine ehemalige Hausmüll- und Bodenkippe. Das Tal und die Quellräume sind weitgehend mit Fichten aufgeforstet worden, kleinflächiges Gebüsch und schmale Ufergehölzstreifen sind noch vorhanden. Das Gebiet ist von lokaler Bedeutung für den Arten- und Biotopschutz und für die Erhaltung der Kulturlandschaft.“

## Verbote und Gebote
Wie bei allen geschützten Landschaftsbestandteilen besteht nach § 29 Abs. 2 BNatschG das Verbot, dieses zu beschädigen, auszureißen, auszugraben oder Teile davon abzutrennen oder auf andere Weise in seinem Wachstum oder Erscheinungsbild zu beeinträchtigen. Eine ordnungsgemäße Pflege ist vom Verbot ausgenommen. Es ist auch verboten Stoffe oder Gegenstände im Bereich des Geschützten Landschaftsbestandteils anzubringen, zu lagern, abzulagern, einzuleiten oder sich ihrer in anderer Weise zu entledigen, die das Erscheinungsbild oder den Bestand des Geschützten Landschaftsbestandteils gefährden oder beeinträchtigen können. Dies gilt auch für organische oder mineralische Düngemittel und Futtermittel. Sofern Gehölze zerstört bzw. beschädigt werden, kann die Untere Naturschutzbehörde eine Ersatzpflanzung oder ein Ersatzgeld festsetzten.